# Попович Денис Григорович
Дени́с Григо́рович Попо́вич (28 червня 1979, с. Морозівка, Баришівський район, Київська область, Українська РСР — 22 січня 2015, Донецьк, Україна) — солдат Збройних сил України, учасник війни на сході України (40-ва бригада тактичної авіації; зведений загін ПС ЗСУ «Дика качка»), позивний «Денді». Один із «кіборгів».

## З життєпису
Загинув під час виконання бойового завдання в районі аеропорту Донецька. 22 січня 2015-го по 10-й ранку до ДАП рушила колона техніки терористів — батальйонно-тактична група «1-ї слов'янської бригади» ДНР, підкріплена 10-ма танками Т-72 та протитанковою батареєю МТ-12 — рухалися з українськими розпізнавальними тактичними знаками. На спостережному пункті «Зеніту» знаходився боєць Ігор Ємельянов, котрий розпізнав підступний хід. Полковник Олександр Турінський «Граф» дав наказ вести вогонь зі всіх стволів, протягом 10 годин щільного вогню перша колона терористів була відкинута, по тому відійшла і друга колона. Вранці вояки зібрали поранених терористів на полі бою, котрі своїм виявилися непотрібними, годували їх з тієї ж каструлі, із котрої й самі харчувалися, згодом передали поранених СБУ. Було взято в полон 7 терористів, захоплено 2 БТР-80, 4 МТ−12 (одна одиниця в справному стані, була встановлена на позиції «Зеніт» та вела обстріл промзони Спартака). Окрім Дениса в тому бою на сусідньому посту загинув майор Василь Петренко (позивний «Моцарт»).
По смерті залишились батьки, дружина та двоє синів 4 і 7 років.
Місце поховання: с. Морозівка, Баришівський район, Київська область.

## Нагороди та вшанування
- Указом Президента України № 270/2015 від 15 травня 2015 року, «за особисту мужність і високий професіоналізм, виявлені у захисті державного суверенітету та територіальної цілісності України, вірність військовій присязі», нагороджений орденом «За мужність» III ступеня (посмертно)[2].
- Нагороджений нагрудним знаком «За оборону Донецького аеропорту» (посмертно).
- Вшановується в меморіальному комплексі «Зала пам'яті», в щоденному ранковому церемоніалі 22 січня[3][4].